# Голчины
Голчины — древний русский дворянский род.
Род внесён в VI часть родословной книги Костромской, Казанской и Симбирской губерний Российской империи.

## История рода
Семён и Всполох Наумовичи владели поместьями в Московском уезде (1573), кроме того владели вотчинами в Тверском уезде (1575). Богдан Голчин владел поместьем во Владимирском уезде (2-я половина XVI века).
Василий Викторович Голчин высочайшим указом пожалован вотчинами (1634), потомство его внесено в родословную книгу Костромской губернии. Его сын Иван Васильевич жалован вотчиной (1690), московский дворянин (1692). Никита Елизарович владел поместьем в Ростовском уезде (2-я половина XVII века).
Шестеро представителей рода владели имениями (1699).

## Описание герба
В верхней половине в красном поле серебряная подкова и полумесяц, обращенный: подкова вниз, а полумесяц рогами в левую сторону и посреди их в чёрном поле диагонально означена серебряная городовая стена. В нижней золотой половине на луке воинский панцырь и крестообразно положены шпага со стрелой, остриями вверх и над ними шишак с красными перьями.
На щите дворянский коронованный шлем. Нашлемник: три страусовых пера. Намёт на щите чёрный и красный, подложенный серебром. Герб рода Голчиных внесен в Часть 9 Общего гербовника дворянских родов Всероссийской империи, стр. 77

## Известные представители
- Голчин Баим Матвеевич — стрелецкий голова (1614), послан на Яик преследовать Заруцкого.
- Голчин Михаил Иванович — губной староста в Костроме (1679).
- Голчин Трифон — старец Костромского Богоявленского монастыря, составлял межевые и дозорные книги церковных земель (1693)[8].